# メソッド (映画)
『メソッド』（原題：메소드）は、2017年に韓国で公開された恋愛映画。監督はパン・ウンジン。第22回釜山国際映画祭公式招待作品。
日本では劇場未公開。

## ストーリー
ベテラン俳優のジェハ（パク・ソンウン）と男性アイドルのヨンウ（オ・スンフン）は、『アンチェイン』という二人芝居の舞台で共演することが決まる。この舞台は男性同士の愛を主題にした作品であり、バイク事故で活動を自粛していたヨンウにとって復帰後初の出演作だ。しかし、ヨンウは稽古当初から遅刻し、本読みも真面目に行わないなどやる気がない。そんな態度に苛立ったジェハは、彼の態度を変えようとヨンウの前で迫真の演技を見せる。
ヨンウはジェハの仕事に対する情熱に興味を持ち、ジェハが与えた本を読み、劇の小道具を見つけるために外出に同行するようになる。自身をメソッド俳優だと自負するジェハはメソッド演技法を学んでおり、役のアイデンティティを日常生活に引き継ぎ、プライベートでも役として振る舞う。このメソッドを知ったヨンウは密かに同じ方法を実践し、ジェハとヨンウは実際に恋に落ちるがーー

## キャスト
- パク・ソンウン：イ・ジェハ 役
- オ・スンフン ：ヨンウ 役
- ユン・スンア：ヒウォン 役
- リュ・デホ（朝鮮語版）：ウォノ 役
- キム・ボムジュン：ヨンウのマネージャー 役
- イ・ミヌン（朝鮮語版）：マネージメント室長 役
- キ・ドヨン：チュ・ヨンチョル 役
- カン・ジンジュ：写真作家 役
- キム・ヨンビン：舞台監督 役
- チュ・スジョン：ヒウォンの友人 役
- チャ・セヨン ：ヒウォンの後輩 役
- パク・サンフン：第2アシスタントディレクター 役
- キム・スジン：メイクアップアーティスト 役
- イ・ダリョン：ミュージシャン 役 ※友情出演
- キム・ヒョンジュ：ラジオDJ 役 ※友情出演

## 受賞

### 2017年度
- 第23回春史大賞映画祭：新人男優賞（オ・スンフン）
- 第5回ワイルドフラワー映画祭：新人男優賞（オ・スンフン）